# حزب کمونیست مالایا (جناح انقلابی)
حزب کمونیست مالایا (جناح انقلابی) حزبی سیاسی بود که از حزب کمونیست مالایا منشعب شد. این حزب مانند حزب کمونیست مالایا در مبارزهٔ مسلحانه نقش داشت. این حزب در طول جنگ جهانی دوم تلاش‌های مقاومت را علیه اشغال مالایا و سنگاپور توسط ژاپنی‌ها رهبری کرد و بعداً در زمان اضطرار مالایا به جنگ آزادی‌بخش ملی علیه امپراتوری بریتانیا پرداخت. پس از خروج نیروهای استعماری بریتانیا از فدراسیون مالایا، حزب در سومین کمپین چریکی علیه دولت‌های مالزی و سنگاپور در تلاش برای ایجاد یک کشور کمونیستی در منطقه، پیش از تسلیم و انحلال در سال ۱۹۸۹، جنگید. با توجه به مفاهیم تاریخی، کمونیسم به عنوان یک ایدئولوژی همچنان یک موضوع سیاسی تابو در هر دو کشور است.

## تاریخچه

### تشکیل
در آوریل ۱۹۳۰ حزب کمونیست دریاهای جنوبی منحل شد و حزب کمونیست مالایا جایگزین آن شد. در حالی که مسئولیت اصلی آن مالایا و سنگاپور بود، این حزب در تایلند و هند شرقی هلند نیز فعال بود، که در آن زمان احزاب کمونیستی خود را نداشتند.

### رشد
این حزب تحت حاکمیت استعمار بریتانیا به عنوان یک سازمان غیرقانونی عمل می‌کرد. در ۲۹ آوریل ۱۹۳۰، یورش شعبه ویژه سنگاپور به خانه ای خالی در خیابان نسیم ۲۴ در سنگاپور تقریباً به MCP پایان داد زیرا هشت نفر از اعضای اصلی آن قبل از زندانی شدن یا بازگرداندن به چین دستگیر شدند. در ژوئن ۱۹۳۱، پس از رهگیری یک پیک کمینترن توسط پلیس، حدود ۶ حمله از ژوئن تا دسامبر انجام شد که در آن تعدادی از اعضای حزب دستگیر و اسناد ضبط شدند و حزب را به آشفتگی کشاند. اطلاعات استخراج شده از پیک حاکی از آن است که در این مرحله ۱۵۰۰ عضو و ۱۰۰۰۰ هوادار وجود دارد.
پس از حمله ژاپن به چین در سال ۱۹۳۷، نزدیکی بین کومینتانگ مالایا و کمونیست‌ها به موازات آن در چین رخ داد. تحت بال کومینتانگ، MCP توانست راحت تر عمل کند. احساسات ضد ژاپنی در میان چینی‌های مالایی به حزب فرصت بزرگی داد تا زیر پرچم دفاع از چین، اعضا را جذب کند و کمک مالی کند.